# Mary J. Rathbun

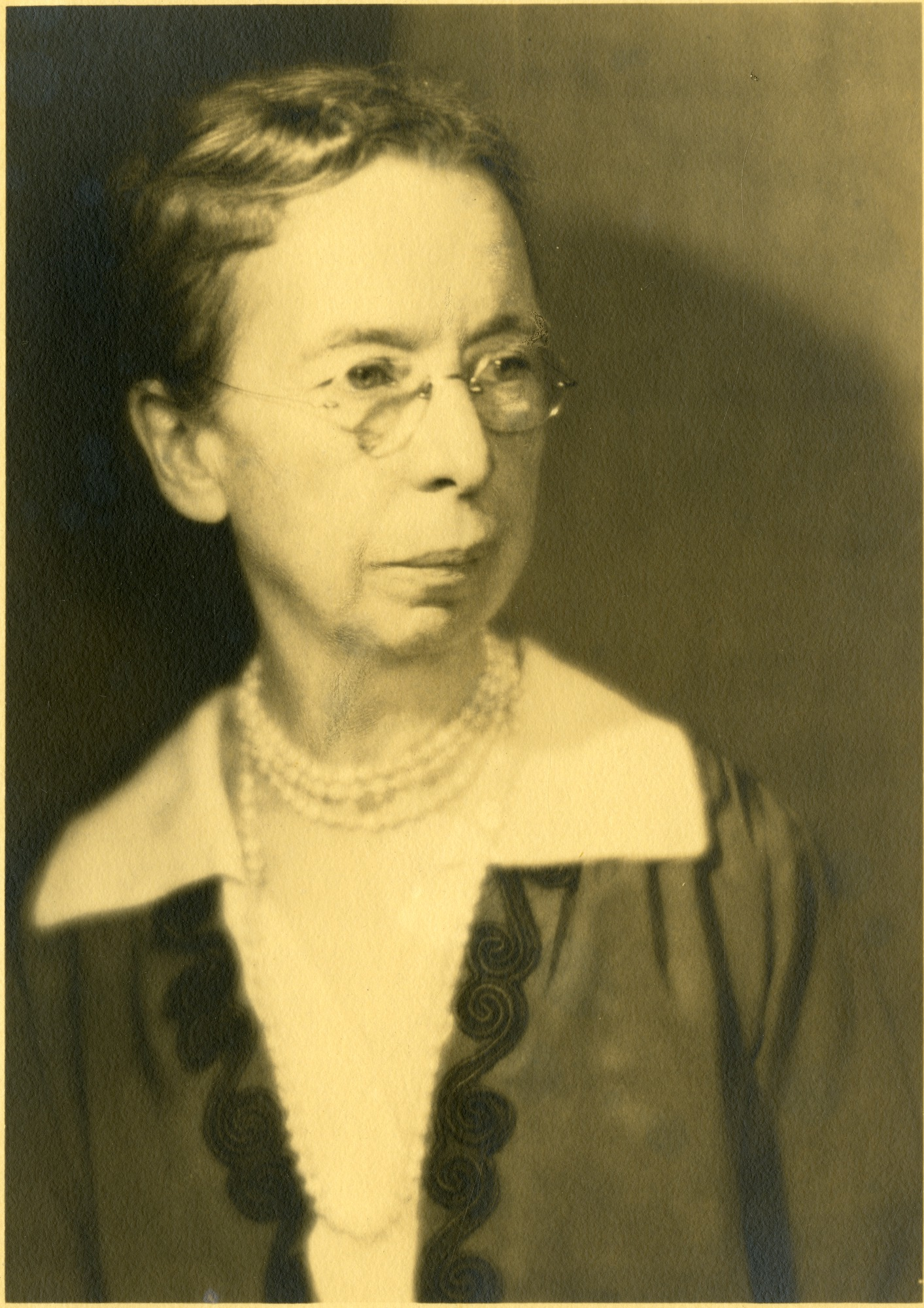
Mary Jane Rathbun, 1927

Mary Jane Rathbun (geboren am 11. Juni 1860 in Buffalo, New York; gestorben am 4. April 1943 in Washington, D.C.) war eine amerikanische Meeresbiologin. Sie arbeitete vor allem zur Taxonomie der Krebstiere und beschrieb dabei über 1000 neue Arten und zahlreiche höhere Taxa.

## Biografie
Mary Jane Rathbun wurde 1860 in Buffalo, New York, als jüngste von fünf Töchtern von Charles Rathbun und Jane Furey geboren. Ihre Mutter starb, als sie ein Jahr alt war. Sie ging in Buffalo zur Schule und machte 1878 ihren Abschluss, sie besuchte allerdings nie ein College.
Rathbun sah den Ozean zum ersten Mal 1881, als sie ihren Bruder Richard Rathbun nach Woods Hole, Massachusetts, begleitete. Er wurde als wissenschaftlicher Assistent für den Zoologen Addison Emery Verrill eingestellt und arbeitete mit dessen Chef-Assistenten, dem Carcinologen Sidney Irving Smith zusammen. Sie half ihm dabei, die von ihm gesammelten Tiere zu sortieren, zu konservieren und zu dokumentieren und arbeitete danach ausschließlich an Krebstieren. Drei Jahre lang arbeitete Rathbun auf freiwilliger Basis für ihren Bruder, bevor sie ein Praktikum bei Spencer Fullerton Baird an der Smithsonian Institution machen durfte.
Sie arbeitete weiter am Museum, weitgehend ohne Unterstützung, und wurde nach 28 Jahren zur Assistenzkuratorin befördert und war für die Abteilung für Krebstiere zuständig. Ab 1891 veröffentlichte sie zahlreiche Arbeiten über Krebstiere. 1915, nach ihrer Pensionierung, ernannte die Smithsonian Institution Rathbun zur "Honorary Research Associate" und 1916 wurde ihr von der University of Pittsburgh der Ehren-Master-Titel verliehen. 1917 wurde sie an der George Washington University promoviert.
Mary Jane Rathbun starb am 4. April 1943 in Washington, D.C., im Alter von 82 Jahren nach Komplikationen aufgrund einer gebrochenen Hüfte.

## Wissenschaftliches Werk

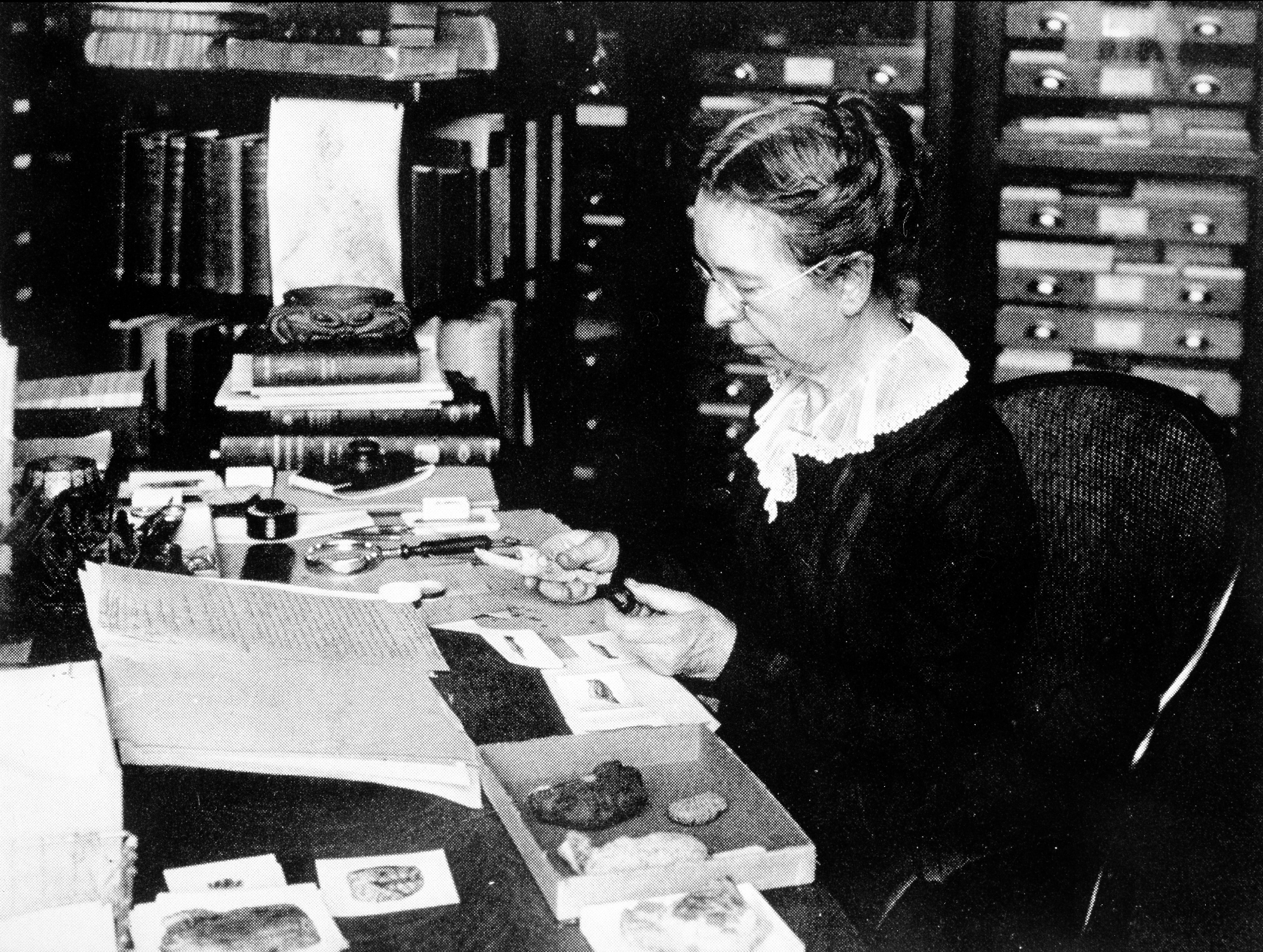
Mary J. Rathbun

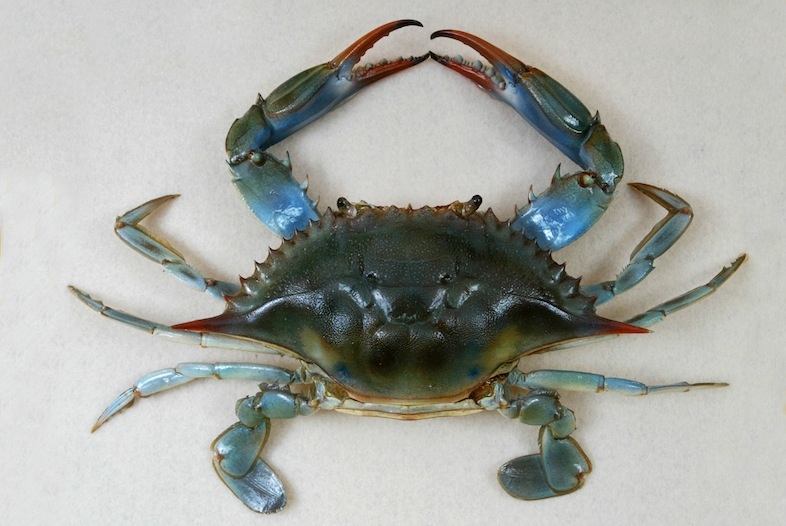
Blaukrabbe (Callinectes sapidus)

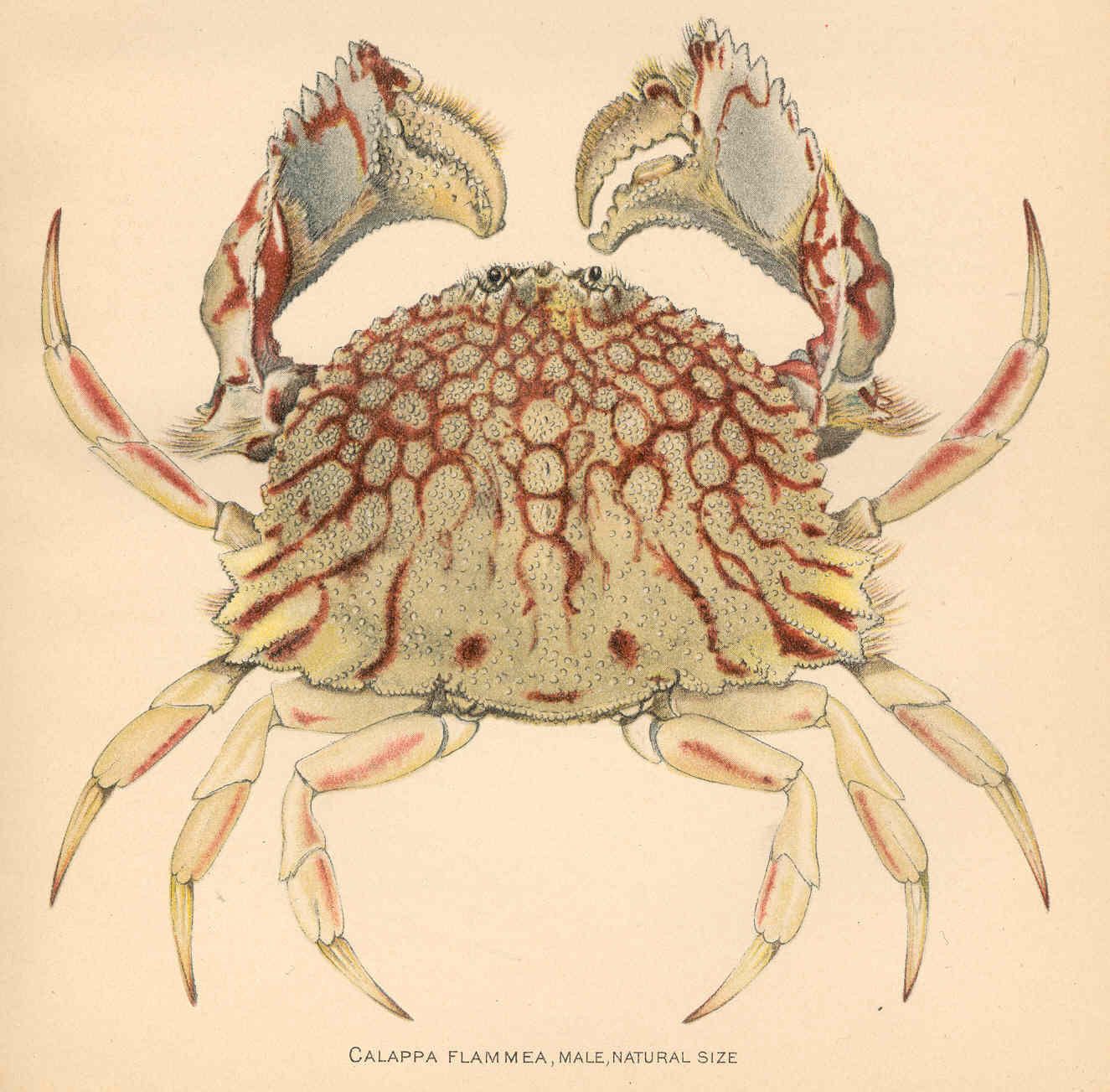
Calappa flammea, Darstellung von Mary Jane Rathbun aus dem Jahr 1902

Mary Jane Rathbun's erste wissenschaftliche Veröffentlichung schrieb sie gemeinsam mit James Everard Benedict über die Krebsgattung Panopeus. Es erschien im Jahr 1891. Sie ging Ende 1914 in den Ruhestand, arbeitete jedoch weiter bis kurz vor ihrem Tod. Zwischen 1918 und 1937 verfasste sie vier Monographien über Krabben. Ihr umfangreichstes Werk Les crabes d'eau douce über Süßwasserkrabben wurde ursprünglich als einzelne Publikation geplant, erschien jedoch in drei Bänden von 1904 bis 1906. Insgesamt war sie Autorin oder Mitautoren bei 166 wissenschaftlichen Publikationen, wobei diese die Erstbeschreibungen für 1147 neue Arten und Unterarten, 63 neue Gattungen, eine Unterfamilie, drei Familien und einer Überfamilie enthielten. Die erstmals von Rathbun beschriebenen Taxa umfassen wichtige kommerzielle Arten wie die Blaukrabbe (Callinectes sapidus) und Chionoecetes bairdi.

## Dedikationsnamen
Aufgrund ihrer umfassenden wissenschaftlichen Arbeit wurde Mary Jane Rathbun durch zahlreiche Kollegen durch Dedikationsnamen geehrt, die zahlreiche Arten nach ihr benannten:
- Hamatoscalpellum rathbunae (Pilsbry, 1907)
- Maera rathbunae Pearse, 1908
- Paromola rathbuni Porter Mosso, 1908
- Synalphaeus rathbunae Coutiere, 1909
- Candidiopotamon rathbunae De Man, 1914
- Pasiphaea rathbunae (Stebbing, 1914)
- Petrolisthes rathbunae Schmitt, 1916
- Periclimenes rathbunae Schmitt, 1924
- Alpheus rathbunae (Schmitt, 1924)
- Campylonotus rathbunae Schmitt, 1926
- Callinectes rathbunae Contreras, 1930
- Eriosachila rathbunaeMaury, 1930
- Tritodynamia rathbunae Shen, 1932
- Sacculina rathbunae Boschma, 1933
- Pinnixa rathbunae Sakai, 1934
- Emerita rathbunae Schmitt, 1935
- Callianassa rathbunae Schmitt, 1935
- Solenocera rathbunae Ramadan, 1938
- Thunor rathbunae Armstrong, 1949
- Lysmata rathbunae Chace, 1970
- Xanthias rathbunae Takeda, 1976
- Cyphocarcinus rathbunae Griffin & Tranter, 1986
- Asterias rathbunae Britajev, 1989
- Lophaxius rathbunae Kensley, 1989
- Rhynchocinetes rathbunae Okuno, 1996
- Palaeopinnixa rathbunae Schweitzer & Feldmann, 2000
- Marratha Ng & Clark, 2003[3]

## Belege
1. 1 2 3 4 5 6 7 8  
Waldo L. Schmitt: Mary J. Rathbun 1860-1943. Crustaceana 24 (3), 1973; S. 283–296. (Volltext), doi:10.1163/156854073x00641
2. ↑  
Mary Jane Rathbun. In: Encyclopedia Britannica; abgerufen am 23. Mai 2020.
3. ↑  
Peter K. L. Ng & Paul F. Clark: Three new genera of Indo-West Pacific Xanthidae (Crustacea, Decapoda, Brachyura, Xanthoidea). Zoosystema 25 (1), 2003; S. 131–147. (Volltext)